# Сингапурский метрополитен
Сингапурский метрополитен (англ. Mass Rapid Transit (MRT); кит. 大众快速交通 (地铁); малайск. Sistem Pengangkutan Gerak Cepat; там. துரிதக் கடவு ரயில்) — система линий метрополитена города-государства Сингапур, которая формирует основную часть железных дорог, охватывающую всю его территорию. Второй после Манильского метрополитен в Юго-Восточной Азии. Первый участок «Yio Chu Kang» — «Toa Payoh» был открыт 7 ноября 1987 года. В настоящее время метрополитен состоит из 6 линий общей протяжённостью 203,8 км с 145 станциями. По итогам 2018 года ежедневно перевозит 3,5 миллиона пассажиров и более 1,2 миллиардов за год. На всех станциях установлены автоматические платформенные ворота. Это сделано не только для безопасности, но и для поддержания микроклимата на станциях, которые оборудованы кондиционерами. 

## Операторы
Владельцем системы является Управление наземного транспорта (Land Transport Authority), подразделение Министерства транспорта Сингапура. Управлением и эксплуатацией занимаются две компании: SMRT Trains отвечает за линии Север — Юг, Восток — Запад, Кольцевую и Томсон — Восточное побережье, а SBS Transit — за линии Север — Восток и Даунтаун.

## Линии
| Линия                        | Участок                                 | Год открытия | Год открытия последней станции | Число станций | Длина, км | Депо                             | Оператор    | Питание                            |
| ---------------------------- | --------------------------------------- | ------------ | ------------------------------ | ------------- | --------- | -------------------------------- | ----------- | ---------------------------------- |
| Север — Юг                   | Jurong East — Marina South Pier         | 1987         | 2019                           | 27            | 45        | Bishan, Ulu Pandan, Changi, Tuas | SMRT Trains | Постоянный ток 750 В, третий рельс |
| Восток — Запад               | Pasir Ris / Changi Airport — Tuas Link  | 1987         | 2017                           | 35            | 57,2      | Bishan, Ulu Pandan, Changi, Tuas | SMRT Trains | Постоянный ток 750 В, третий рельс |
| Кольцевая                    | Dhoby Ghaut / Marina Bay — Harbourfront | 2009         | 2012                           | 30            | 35,5      | Kim Chuan                        | SMRT Trains | Постоянный ток 750 В, третий рельс |
| Томсон — Восточное побережье | Woodlands North — Woodlands South       | 2020         | 2022                           | 20            | 30,4      | Mandai                           | SMRT Trains | Постоянный ток 750 В, третий рельс |
| Север — Восток               | HarbourFront — Punggol                  | 2003         | 2011                           | 16            | 20        | Sengkang                         | SBS Transit | 1500 В, контактная сеть            |
| Даунтаун                     | Bugisn — Chinatown                      | 2013         | 2017                           | 34            | 41,9      | Gali Batu                        | SBS Transit | Постоянный ток 750 В, третий рельс |
| Всего                        | Всего                                   | Всего        | Всего                          | 162           | 230       |                                  |             |                                    |

## Оплата проезда
Стоимость проезда на метро в Сингапуре зависит от расстояния и колеблется от 1,4 до 3.4 SGD. Обычный билет действует только в метро и выполнен в виде карточки, за которую взимается 0.1 SGD дополнительно. Его можно использовать для 1-6 поездок, пополняя его в автомате. Вход и выход из метро Сингапура осуществляется строго через турникет, поэтому билет нужно сохранять до конца поездки. Для удобства и экономии проезд лучше оплачивать смарт-картой EZ-Link, которая действует во всех видах общественного транспорта Сингапура. Дети ниже 90 см, в сопровождении взрослого с оплаченным тарифом, могут пользоваться метро бесплатно. 